# Catherine Keener
Catherine Keener (ur. 23 marca 1959 w Miami) – amerykańska aktorka.
W latach 1990–2007 była żoną Dermota Mulroneya; mają syna Clyde’a (ur. 1999).

## Filmografia
- Ta ostatnia noc – jako kelnerka (1986)
- Szkoła przeżycia  (Survival Quest, 1989) – jako Cheryl
- Zlecenie (Catchfire, 1990) – jako dziewczyna kierowcy ciężarówki
- Switch: Trudno być kobietą (1991) – jako sekretarka Steve’a
- Johnny Suede (1991) – jako Yvonne
- Betty Lou strzela (The Gun in Betty Lou's Handbag, 1992) – jako Suzanne
- Filmowy zawrót głowy (Living in Oblivion, 1995) – jako Nicole Springer
- Rozmawiając, obmawiając... (Walking and Talking, 1996) – jako Amelia
- Gdyby ściany mogły mówić (If These Walls Could Talk, 1996) – jako Becky
- Chłopcy (1996) – jako Jilly
- Box of Moonlight (1996) – jako Floatie Dupre
- Prawdziwa blondynka (1997) – jako Mary
- Co z oczu, to z serca (1998) – jako Adele
- Kochankowie z sąsiedztwa (1998) – jako Terri
- Osiem milimetrów (1999) – jako Amy Welles
- Simpatico (1999) – jako Cecilia
- Być jak John Malkovich (1999) – jako Maxine Lund
- Pięknie i jeszcze piękniej (2001) – jako Michelle Marks
- Adaptacja (2002) – jako ona sama
- Full Frontal. Wszystko na wierzchu (2002) – jako Lee
- Smoochy (2002) – jako Nora Wells
- S1m0ne (2002) – jako Elaine
- Ballada o Jacku i Rose (2005) – jako Kathleen
- Tłumaczka (2005) – jako Dot Woods
- 40-letni prawiczek (2005) – jako Trish Piedmont
- Capote (2005) – jako Nelle Harper Lee
- Przyjaciele z kasą (2006) – jako Christine
- Amerykańska zbrodnia (2007) – jako Gertrude Baniszewski
- Wszystko za życie (2007) – jako Jan Burres
- Hamlet 2 (2008) – jako Brie Marschz
- Co jest grane? (2008) – jako Lou Tarnow
- Synekdocha, Nowy Jork (2008) – jako Adele Lack
- Genua. Włoskie lato (2008) – jako Barbara
- Solista (2009) – jako Mary Weston (Mary Lopez)
- Gdzie mieszkają dzikie stwory (2009) – jako Connie
- Pożegnanie z niewinnością (Trust) (2010) – jako Lynn
- Percy Jackson i bogowie olimpijscy: Złodziej pioruna (2010) – jako Sally Jackson
- Daj, proszę (2010) – jako Kate
- Cyrus (2010) – jako Jamie
- Córka mojego kumpla (2011) – jako Paige
- Ani słowa więcej (2013) – jako Marianne
- Kapitan Phillips (2013) – jako Andrea Phillips
- War Story (2014) – jako Lee
- Uciekaj! (2017) – jako Missy Armitage
- Sicario 2: Soldado (2018) – jako Cynthia Foards

## Nagrody
- 2006 – Capote: BAFTA (nominacja) – najlepsza aktorka drugoplanowa
- 2006 – Capote: Oscar (nominacja) – najlepsza aktorka drugoplanowa
- 2000 – Być jak John Malkovich: Oscar (nominacja) – najlepsza aktorka drugoplanowa
- 2000 – Być jak John Malkovich: Złoty Glob (nominacja) – najlepsza aktorka drugoplanowa
- 2000 – Być jak John Malkovich: Saturn (nominacja) – najlepsza aktorka